# Jorge Rigamonti
Jorge Rigamonti (nacido Giorgio Rigamonti, Milán, Italia, 18 de abril de 1940 - Caracas, Venezuela, 15 de abril de 2008), fue un reconocido arquitecto venezolano que diseñó múltiples edificaciones premiadas nacional e internacionalmente, profesor de arquitectura durante más de 30 años, orador y miembro de jurado en seminarios y concursos internacionales, y dedicado colaborador para la difusión de la arquitectura, en particular como director co-fundador de la “Fundación Museo Arquitectura” de Venezuela. Su carrera se destacó por ofrecer soluciones funcionales y de bajo costo al tiempo que buscaba un fin social y la armonía con el ambiente. Gran parte de sus diseños incluían innovadoras y livianas estructuras metálicas que creaban exteriores permeables a la luz y al viento, junto con jardines verticales, destinados a generar un agradable microclima natural en el trópico. Entre sus principales proyectos galardonados se encuentra el Campamento Turístico y Ecológico Cayo Crasquí, que recibió el Gran Premio Internacional de la IX Bienal Panamericana de Arquitectura de Quito, Ecuador, en 1994. En el 2006, recibió el Premio Nacional de Arquitectura de Venezuela por su trayectoria profesional. Su esposa, Helena Correa de Rigamonti, colaboró con su ejercicio profesional durante gran parte de su carrera. Planos de su obra Comedor Central de la Siderúrgica del Orinoco y algunos de sus collages urbanos hacen parte de la colección permanente del Museo de Arte Moderno de Nueva York MoMA e hicieron parte de la exposición del MoMA "Latin America in Construction" del 2015.

## Metas conceptuales
En sus propias palabras, Jorge Rigamonti buscó “ofrecer arquitecturas del mayor respeto medio-ambiental, donde la ecología y la funcionalidad expresen la nueva cultura en gestación, y donde el progreso tecnológico sea entendido como proceso emancipador del ser humano mediante su reencuentro con la naturaleza, y a través de las soluciones que ella inspira”. Su arquitectura la definen formas y espacios que evocan significados locales así como de otras tierras, conciliando lo universal y lo particular, lo ajeno y lo propio. Ésta se deriva de múltiples temas entre los cuales: la modernidad, la tecnología, la ciudad, el significado de las formas, y el sentido del lugar.

## Primeros años y formación
Jorge Rigamonti nació en Milán, Italia, el 18 de abril de 1940. A los 10 años emigra junto con sus padres a Venezuela. En 1958 empieza a estudiar arquitectura en la Universidad Central de Venezuela, donde fue discípulo, entre otros, del arquitecto cubano Ricardo Porro. En 1961, aun siendo estudiante, Rigamonti viajó a La Habana como joven aprendiz de Porro, quien estaba encargado del proyecto de la Escuela Nacional de Arte (Cuba). Ese viaje que luego continuó por Estados Unidos, Francia e Italia fue revelador para Rigamonti, dándole la oportunidad de visitar grandes obras de arquitectura. En 1963, Rigamonti organizó junto con algunos de sus compañeros un viaje de grado a Estados Unidos, patrocinado por el Departamento de Estado de los EE. UU., en el cual fueron recibidos por varias de las principales oficinas metropolitanas de planificación urbana (entre ellas las de Boston, Chicago y Los Ángeles). Ese viaje dio acceso a Rigamonti a los planteamientos que se hacían para diseñar y reglamentar el crecimiento urbano, y lo impulsó a desarrollar un concepto de nuevas ciudades basada en la subdivisión continua del espacio, que fue cristalizada en su trabajo de grado. Rigamonti obtiene el título de Arquitecto de la Universidad Central de Venezuela en 1966, con la tesis “Formulación de una Hipótesis Constructiva a través de la búsqueda de Integración entre Estándares Edilicios y Urbanísticos”. La tesis exploraba la subdivisión (tridimensional) continua del espacio a diferentes escalas, integrando arquitectura y urbanismo como una manera de afrontar el desarrollo de futuras metrópolis de alta densidad. Partiendo de las experiencias de Buckminster Fuller con estructuras geométricas como los poliedros, Rigamonti buscó definir un módulo espacial que pudiera repetirse en el espacio tal como los cristales minerales y las células en los tejidos orgánicos. En 1967, la tesis fue parte de la exposición de "World Design Science Decade” en Londres. organizada por la Architectural Association School of Architecture, Buckminster Fuller and John McHale (artist). También en 1967, el Colegio de Arquitectos de Venezuela otorga a Rigamonti el Premio "Mejor Tesis de Grado" en la III Bienal Nacional de Arquitectura.

## Principales obras construidas

### Complejo de Edificios de Servicios de Carbones del Orinoco C.A. (1988 / 1990)
Ciudad Guayana, Estado Bolívar, Venezuela

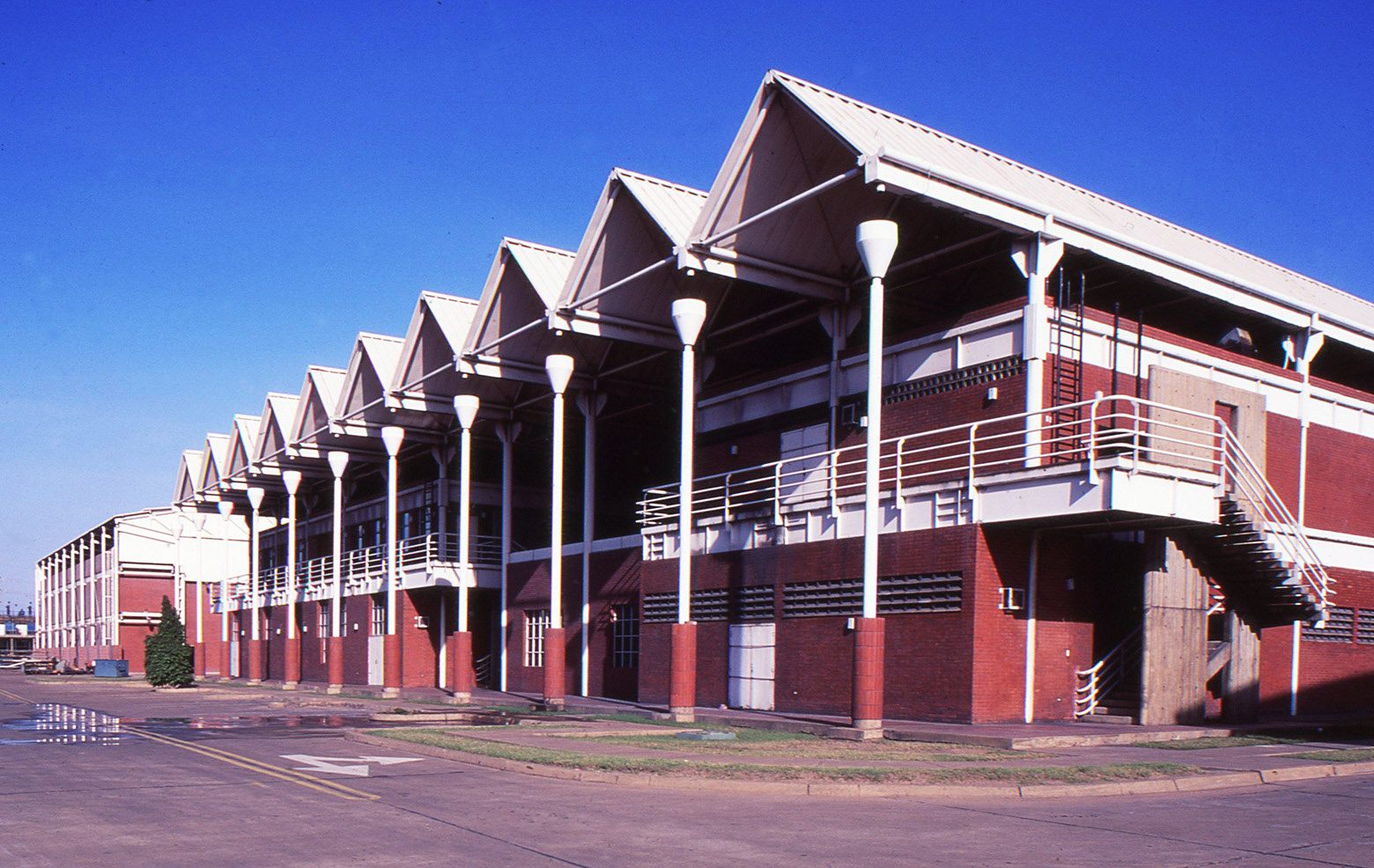
CARBONORCA Service Buildings from Jorge Rigamonti - zigzag umbrella roof - 1984

Comisionado por la Corporación Venezolana de Guayana (CVG), el proyecto busca humanizar los galpones característicos de la zona industrial de Ciudad Guayana con la incorporación de pórticos protectores que reinterpretan los pórticos del Paseo Costero de la vecina Ciudad Bolívar (la ciudad colonial de Angostura).
Las 4 edificaciones exponen el concepto de Rigamonti de "La Cultura de la Sombrilla Versus La Cultura de la Pared", incorporando elementos que producen sombras, y como consecuencia generan un microclima, lo cual contrasta con los ordinarios elementos que solo delimitan y excluyen el espacio exterior. Así́ pues, se prefieren los dobles techos, los pasillos techados, las pérgolas, y los volados, que se convierten en elementos tridimensionales que dialogan entre el espacio interior y el espacio exterior.
En 1991, el proyecto hizo parte de la exposición “Venezuela, Arquitectura y Trópico 1980-1990” presentada en la V Muestra Internacional de Arquitectura de la Bienal de Venecia, Italia, y en la Maison de l'Architecture de París, Francia. En 1998, el proyecto obtiene el primer premio en la categoría “Oficinas, Comercio y Turismo” de la IX Bienal Nacional de Arquitectura, Caracas, Venezuela.

### Campamento turístico y ecológico Cayo Crasquí (1991 / 1993)
Inaugurado en 1993 - Cayo Crasquí, Parque nacional Archipiélago de Los Roques, Venezuela

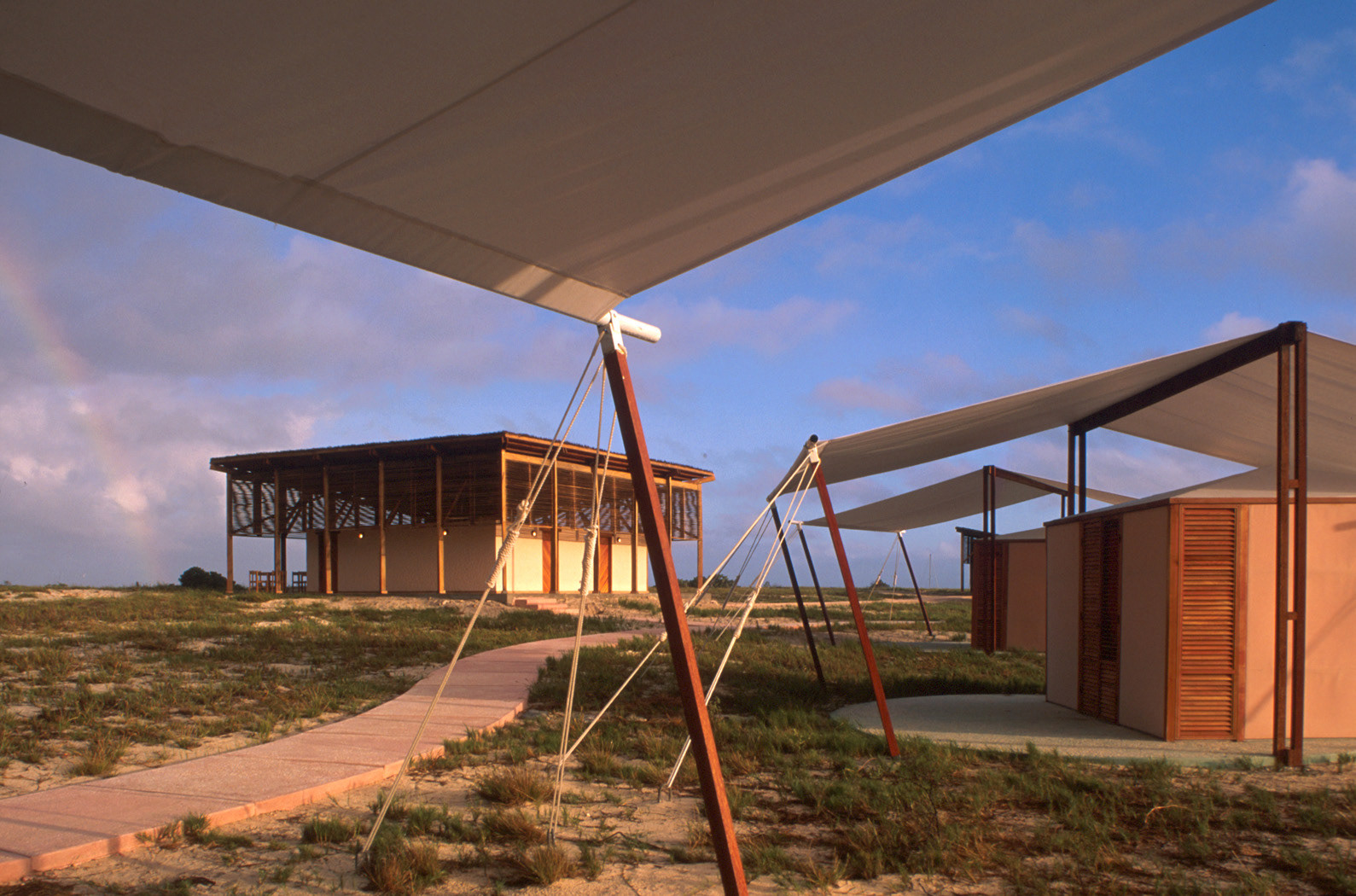
Cayo Crasqui Ecological Tourism Camp from Arch Jorge Rigamonti - 1993

El campamento implementa una arquitectura de bajo impacto ambiental, construida con materiales biodegradables, maderas y lonas, y métodos constructivos artesanales. El campamento genera su propia electricidad y agua potable desalinizada. Las aguas residuales eran tratadas mediante biopercoladores formados por grandes cilindros rellenos de piedra coralina, para luego ser usadas para el riego de la vegetación autóctona. Las cubiertas de las edificaciones de servicios permitían recoger las aguas de lluvia en tanques subterráneos, para eventuales emergencias.
El campamento estaba integrado por 5 edificaciones fijas y 25 carpas. Las carpas estaban constituidas por bastidores recubiertos con lona doble, romanillas graduables y toldos, que hacían posible un confort climático natural; además fueron diseñadas para soportar fuertes vientos y eran desmontables.
El módulo central, de planta circular, estaba compuesto de cuatro módulos organizados alrededor de un patio, creando "una arquitectura antigua y nueva a la vez".
El campamento operó abierto al público de 1993 a 1996 cuando cesó sus operaciones al ser parte de las propiedades intervenidas por FOGADE (Fondo de Protección Social de los Depósitos Bancarios) luego de la Crisis bancaria de 1994 (Venezuela). En 1996, el proyecto hizo parte de la exposición “Homo Ecologicus - Hacia una cultura de la sostenibilidad” presentada en el Museo Fundación Joan Miró, Barcelona, España. También fue escogido entre los proyectos finalistas para el período 1993/98 en la I Bienal Iberoamericana de Arquitectura y Urbanismo e Ingeniería Civil, Madrid, España, 1998.

### Gimnasio de Gimnasia Artística de San Carlos (2003)
Inaugurado para los XV Juegos Deportivos Nacionales - San Carlos, Estado Cojedes, Venezuela

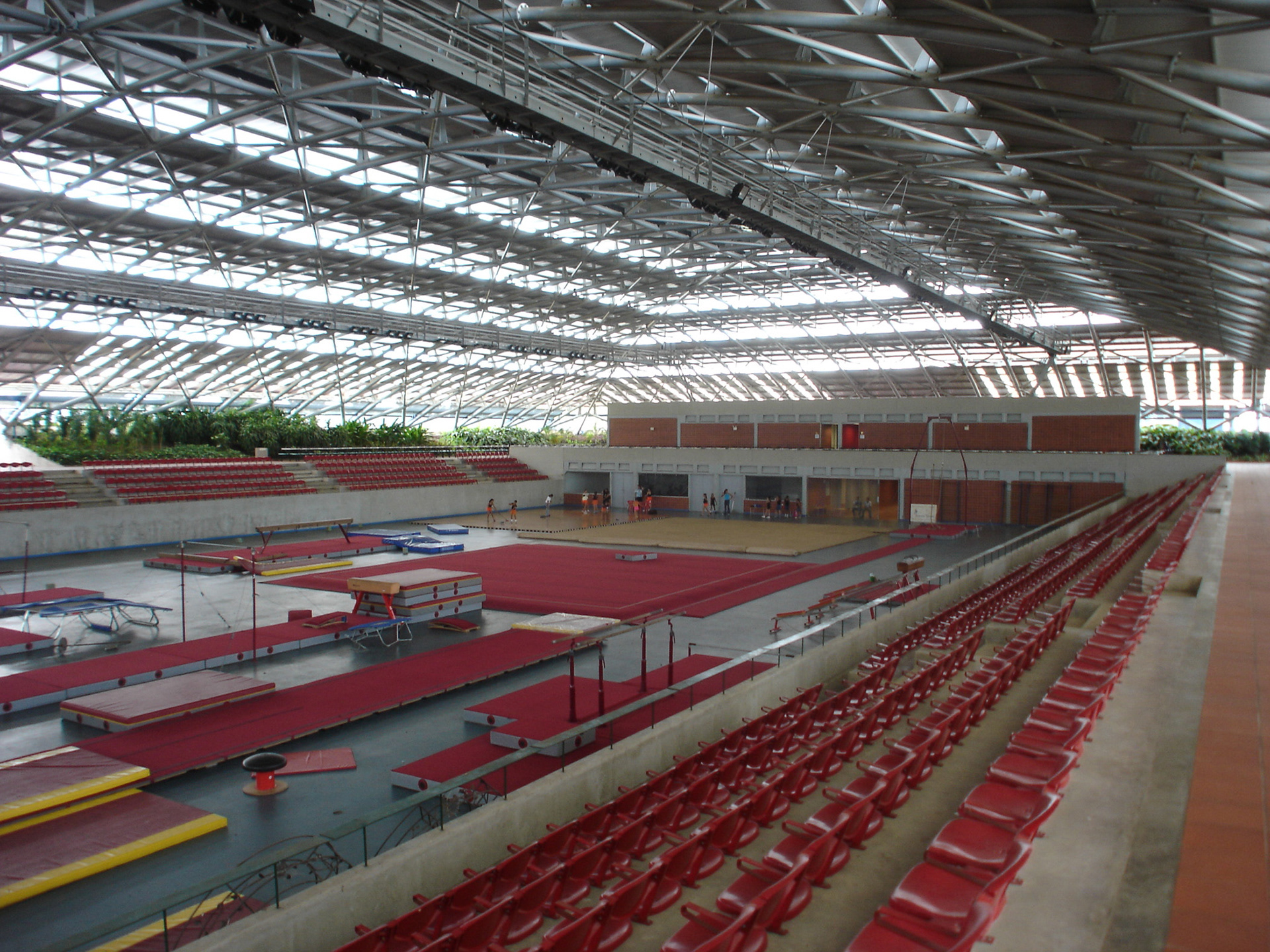
Gymnastics Arena of San Carlos from Arch Jorge Rigamonti - interior - 2003

El edificio fue concebido como una colina artificial que recuerda la topografía original del terreno, permeable al viento y a la luz, y que a su vez evita la penetración de las violentas lluvias tropicales, creando un gran espacio techado de 102 x 66 metros sin columnas, con micro clima natural. El techo está constituido por una estructura tubular que se adapta en planta a una forma ortogonal, y en el espacio una forma cupular.

### Pabellón de Gimnasia de San Cristóbal (2005)
Inaugurado para los XVI Juegos Deportivos Nacionales - San Cristóbal, Estado Táchira, Venezuela

El Pabellón de Gimnasia de San Cristóbal fue la evolución del predecesor Gimnasio de Gimnasia Artística de San Carlos. Gracias a los bordes interiores perimetrales de vegetación tropical, se logra un microclima natural, que genera una ventilación natural ascendente, bajando la temperatura del ambiente y matizando la luz diurna exterior. El borde vegetal a su vez aísla al gimnasio de las visuales y ruidos externos.
En el 2006, la obra recibe el “Premio Ministerio De La Cultura 2005”, y es declarada como “Bien Cultural” por el Instituto del Patrimonio Cultural de Venezuela.

### Comedor Central de la Siderúrgica del Orinoco C.A. (1976)
Ciudad Guayana, Estado Bolívar, Venezuela

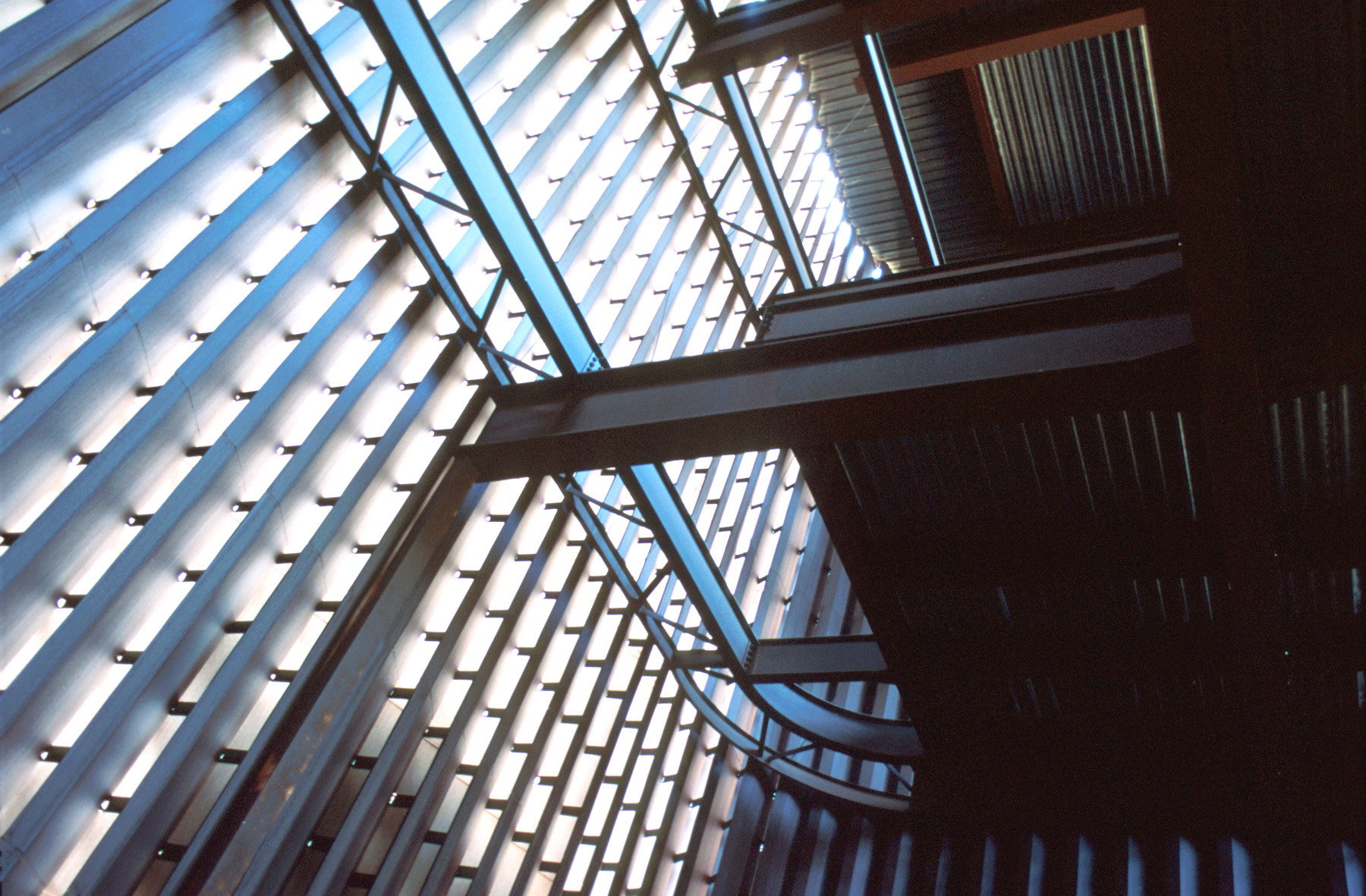
SIDOR Service and Dining Center by Arch Jorge Rigamonti - interior unfinished - 1976

La edificación multifuncional estaba destinada a servir alimentos a 3800 comensales por hora acortando los recorridos de estos. Los elementos de cerramiento del edificio en acero Mayari permitían un paso mitigado de la luz y la brisa mientras evitaban el paso de la lluvia. Esos cerramientos permeables junto con la vegetación colgante en las jardineras prefabricadas periféricas, y la coloración natural marrón óxido oscuro, contrastaban con las edificaciones vecinas, que reflejan en exceso el intenso sol tropical. La construcción del edificio se inició en 1976, pero en 1979 la obra fue paralizada y abandonada. Planos de esta obra hacen parte de la colección permanente del Museo de Arte Moderno de Nueva York e hicieron parte de la exposición del MoMA "Latin America in Construction" del 2015.

## Principales proyectos no construidos

### Museo del Petróleo - Complejo Urbano (1984)
Proyecto No Construido - Cabimas, estado Zulia, Venezuela

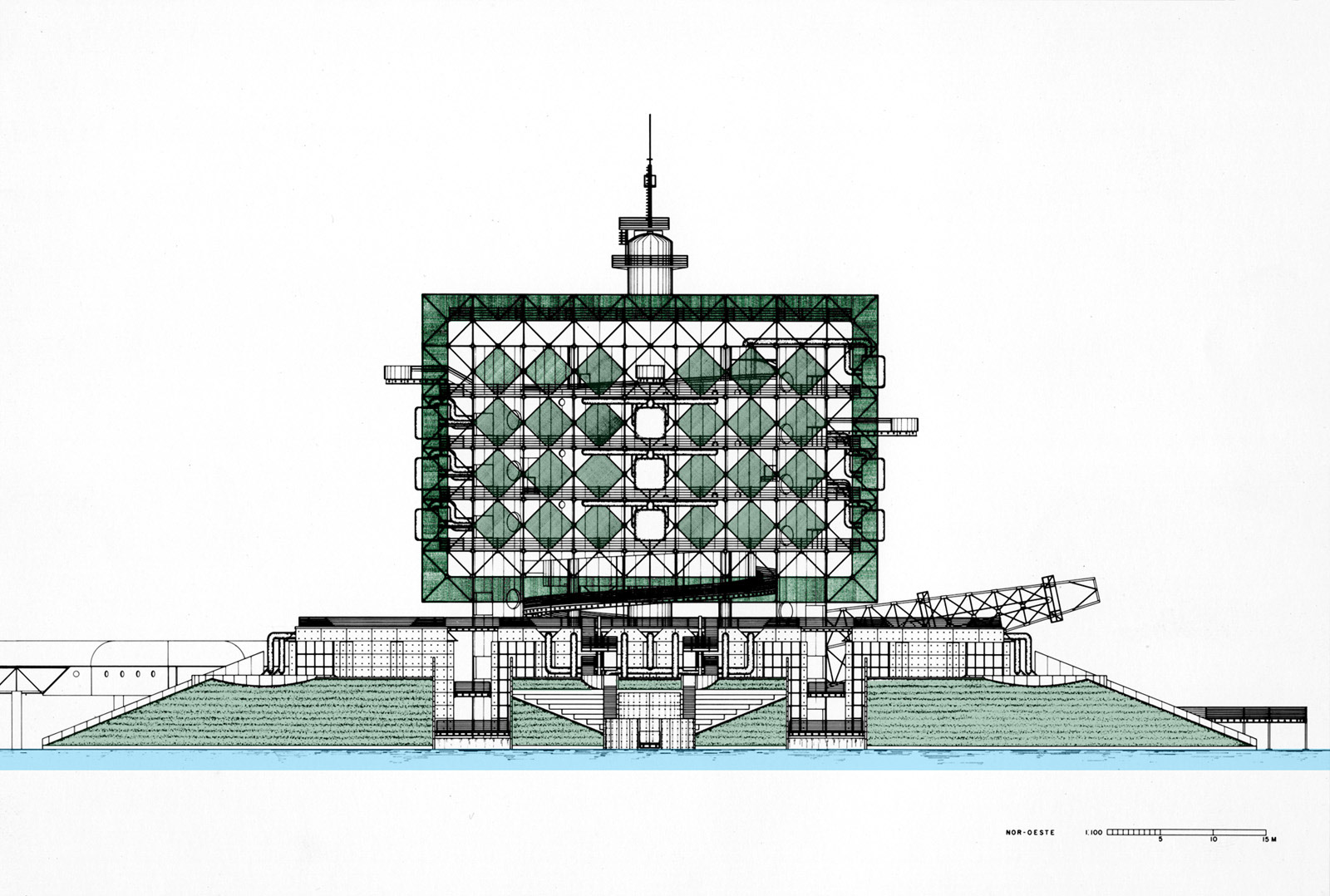
Petroleum Museum of Venezuela project drawing by Jorge Rigamonti - Facade - 1984

Comisionado por Petróleos de Venezuela S.A., el proyecto buscaba establecer un centro turístico a gran escala. El proyecto se inspiraba en el Lago de Maracaibo con sus originarios palafitos y actuales instalaciones petroleras, las refinerías de petróleo, el tepuy guayanés, y la vegetación tropical. El edificio del museo planteaba un recorrido análogo al del petróleo durante su extracción y refinación. El público iniciaba el recorrido desde el nivel más bajo a través del “Túnel Geológico” hacia la plataforma circular de rejilla metálica suspendida sobre un espejo de agua, donde se encontraba con la vista de la cabria petrolera inclinada. Los visitantes luego tomaban un elevador de paredes transparentes dentro de la “torre de fraccionamiento” ubicada en el centro del “patio vertical” definido por paredes de vidrio reflejante que producían el efecto de una refinería infinita. El recorrido luego continuaba en sentido descendente a lo largo de la rampa espiral dentro del edificio cilíndrico, donde se observaba la “refinería infinita” en el exterior, y la exposición de las múltiples aplicaciones y productos derivados del petróleo, en el interior. El edificio cilíndrico estaba a su vez rodeado por una estructura tubular, formando un cubo cuyas fachadas estaban cubiertas de vegetación trepadora, con el objetivo de crear un micro clima interno. En 1987, el proyecto recibe el premio de “Mejor Proyecto No Construido” en la VIII Bienal Nacional de Arquitectura, Venezuela.

### Plaza del Sol, Mercado y Terminal de Transferencia (2002)
Baruta, Caracas, Venezuela

El proyecto integraba un terminal de autobús con locales comerciales y servicios relevantes para la comunidad. A su vez el edificio multifuncional conectaba un centro cultural adyacente a través de un puente peatonal. Fachadas con vegetación permeables al viento y un gran techo sombrilla para matizar la luz propiciaban un micro clima agradable al público. A su vez el edificio se adaptaba a las diferente alturas topográficas del terreno de manera de reducir el movimiento de tierra e impacto ambiental. El proyecto recibe el “Premio de Reconocimiento 2005 – América Latina” en los International Holcim Awards para Construcción Sustentable.

## Collages urbanos

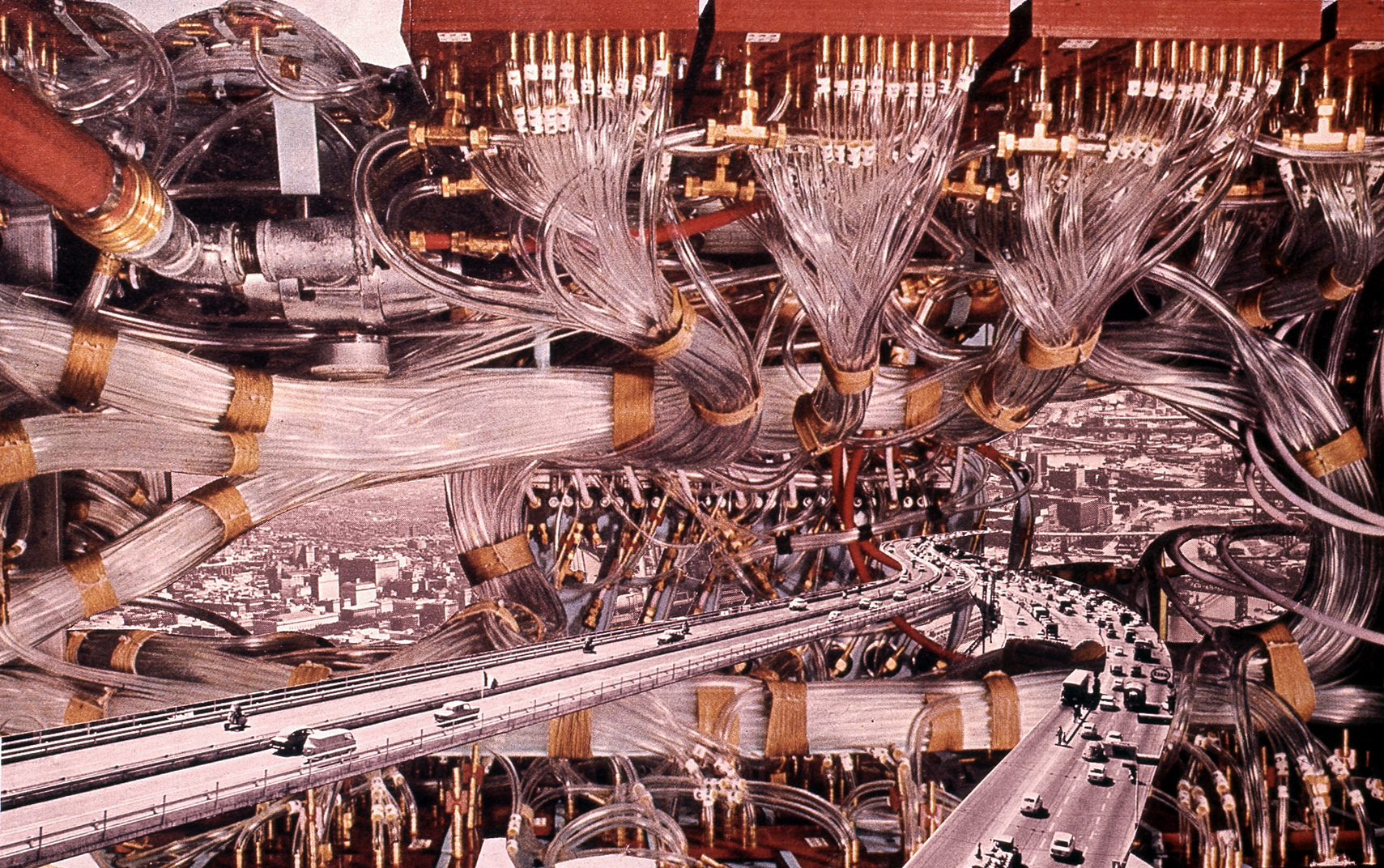
Urban Fluidity 2 collage by Jorge Rigamonti - 1967

Entre 1966 y 1971, Jorge Rigamonti realizó múltiples “collages urbanos”. Estos collages se basaron en la exploración sobre la metrópolis del futuro, que Rigamonti inició con su tesis de grado. Los collages buscaban en parte manifestar la ambigüedad de la industrialización y la alta tecnología, expresando por un lado su atractivo y belleza, y por otro lado su potencial amenaza. Algunos de estos collages urbanos hacen parte de la colección permanente del Museo de Arte Moderno de Nueva York MoMA e hicieron parte de las exposiciones del MoMA "Latin America in Construction" (Mar-Jul 2015) y "Automania" (Jul 2021–Jan 2022).

## Actividades académicas
Durante más de 30 años (de 1969 al 2003), Rigamonti fue profesor de pregrado y posgrado de la Facultad de Arquitectura y Urbanismo de la Universidad Central de Venezuela en Caracas, donde enseñó diseño arquitectónico, teoría del diseño arquitectónico y diseño urbano, entre otras materias. Rigamonti también fue profesor invitado en otras universidades venezolanas y en el exterior.